# Gaidropsarus mediterraneus
A Gaidropsarus mediterraneus a csontos halak (Osteichthyes) főosztályának a sugarasúszójú halak (Actinopterygii) osztályába, ezen belül a tőkehalalakúak (Gadiformes) rendjébe és a Lotidae családjába tartozó faj.
A Gaidropsarus halnem típusfaja.

## Előfordulása
A Gaidropsarus mediterraneus elterjedési területe az Atlanti-óceán keleti része, Dél-Norvégiától a Brit-szigeteken keresztül Európa délnyugati partjáig, valamint a Földközi-tenger európai és afrikai partjai és a Fekete-tenger.

## Megjelenése
Ez a hal legfeljebb 50 centiméter hosszú. Színezete változatos; általában barna vagy vöröses, oldalai világosabb és mintázat díszíti. Az állkapocscsontján egy, a pofáján két tapogatószál ül.

## Életmódja
A Gaidropsarus mediterraneus mérsékelt övi, nyílt tengeri, fenéklakó halfaj, amely akár 450 méteres mélységekben is tartózkodhat, azonban általában 60 méternél mélyebbre alig úszik le. A tengerinövényzet oltalmát keresi, ahol halakra, rákokra és férgekre vadászik; ezek mellett algákat is fogyaszt.

## Felhasználása
Ezt a halat, csak kismértékben halásszák, inkább véletlenül, amikor értékes halfajokat keresnek. Frissen árusítják.